# マーメイドベーカリーパートナーズ
株式会社マーメイドベーカリーパートナーズ（英文社名: Mermaid Bakery Partners Co., Ltd.）は、かつて存在していた日本のフランチャイザー企業。アンデルセングループの傘下企業でベーカリーチェーンのフランチャイズ事業を展開していた。2022年に同グループのタカキベーカリーへ吸収合併され、解散している。

## 概要
冷凍パン生地を供給し、各店舗で焼き上げる「ベイクオフシステム」によるフランチャイズ方式で、ベーカリーチェーン「リトルマーメイド」をはじめとする店舗を日本全国に展開していた。2002年から日本のスターバックスにパン・デニッシュ類、冷凍パン生地を供給していた。チェーン店に供給する冷凍パン生地はタカキベーカリーが製造しており、マーメイドベーカリーパートナーズはメニュー開発などの提携を行っていた。

## 沿革
- 2003年
  - 3月 - アンデルセングループの再編により株式会社アンデルセンベーカリーパートナーズとして設立。
  - 10月 - 香港にリトルマーメイドの海外1号店をオープン。
- 2005年12月 - スターバックスコーヒージャパンとの提携により、東京都町田市にベーカリー併設型のスターバックス店舗を開店[6] 。
- 2007年8月 - 株式会社マーメイドベーカリーパートナーズに商号変更[7]。
- 2009年11月 - カンパニー制を導入し、4つの組織に再編[7]。
- 2012年3月 - 香港に現地企業との合弁会社MERMAID BAKERY PARTNERS HONG KONG Ltd.が設立[8]。
- 2016年 - 近鉄百貨店との協業で、ベーカリー店舗「ブロッドン」1号店を同百貨店の四日市店にオープン[9]。
- 2019年 - 株式会社ベッカライシュタインメッツを吸収合併[10]。
- 2022年4月1日 - タカキベーカリーへ吸収合併され、解散[1][2]。

## 展開していたチェーン店
店舗数は2021年10月6日時点。
- リトルマーメイド：ベーカリーチェーン、279店（海外14店舗を含む）
- デニッシュバー：デニッシュ専門店、13店（海外5店舗を含む）
- カフェデンマルク：サンドイッチカフェ＆ベーカリー、2店
- マーメイドカフェ：カフェ&ベーカリー、4店
- ロッド：石窯焼きパン専門店、4店
- ブロッドン：近鉄百貨店専用ベーカリーチェーン、3店